# Nazionale maschile di rugby a 15 dell'Austria
La nazionale di rugby a 15 dell'Austria (Österreichische Rugby-Union-Nationalmannschaft), dopo una sporadica apparizione negli anni '70, è apparsa sulla scena all'inizio degli anni 90. Non si è mai qualificata per la coppa del mondo di Rugby. Fa riferimento alla Federazione di rugby a 15 dell'Austria. È formata esclusivamente da giocatori dilettanti.

## Storia
L'Austria giocò la sua prima partita internazionale il primo gennaio 1970 contro la Svezia perdendo per 3 a 11. Dopo una lunga pausa, la nazionale austriaca ha giocato la sua seconda partita il 3 maggio 1992 contro l'Ungheria perdendo 23-9. nello stesso anno ha giocato due incontri contro la Slovenia e ancora con l'Ungheria. 

Partecipa regolarmente al Campionato europeo per Nazioni di rugby, dove è attualmente inserita nella 2ª divisione poule C.

## Risultati e Palmarès
- 1992: Primi test match
- 1993-94 (COPPA FIRA): 5° nella divisione 2/B
- 1995-96 (COPPA FIRA): 3° nella divisione 2 gruppo 4
- 1996-97 (Qualif.Mondiali): 5º nel girone A (eliminata)
- 1997-98 (Torneo FIRA): Si aggiudica il Torneo "Bowl"
- 1998-99 (Torneo FIRA): 3° nel gruppo 2 della 3. divisione
- 1999-2000 (Camp. Europeo): 5° nella div.4 gr. 1
- 2000-01 (Qual.Mond. - primo Turno): 3º nel girone (eliminata)
- 2001-02 (Camp. Europeo): 5° nella div. 3/A (retrocessa in div. 3/B)
- 2002-04 (Camp. Europeo): 2° nella div. 3/B
- 2004-05 Qual. Mondiali - 1 turno): 4° nel gruppo B (eliminata)
- 2005-06 (Camp. Europeo): 5° nella div. 3/A (retrocessa in div. 3/B)
- 2006-08 (Camp. Europeo): partecipa alla div.3/B
- 2008-10 (Camp. Europeo): partecipa alla div.3/B
- 2010-12 (Camp. Europeo): partecipa alla div.2C